# 涿鹿鼓楼
涿鹿鼓楼，位于中国河北省张家口市涿鹿城内，为张家口市涿鹿县的一个省级文物保护单位，类型为古建筑，公布时间为1993年7月15日。
涿鹿鼓楼的历史年代为明代。